# 마르크스주의통일노동자당
마르크스주의통일노동자당(카탈루냐어: Partit Obrer d'Unificació Marxista, 스페인어: Partido Obrero de Unificación Marxista; 약자 POUM)는 에스파냐 제2공화국의 공산주의 정당으로, 에스파냐 내전기에 주로 활동했다. 작가 조지 오웰이 이 당의 민병대로 참여해서 소련의 배신, 위선, 억압, 패권주의를 목격해 수기 『카탈로니아 찬가』를 남겼다. 오웰의 반권위주의 성향에 이 경험이 큰 영향을 미쳤다고 평가된다.
레프 트로츠키의 영구혁명론에 큰 영향을 받은 안드레우 닌과 호아킨 마우린이 반스탈린주의 정당으로서 1935년 에스파냐 공산좌파당(ICE: 좌익반대파)과 노동자농민블록(BOC: 우익반대파)을 합당하여 창당했다. 이 합당은 정작 이념적 지주인 트로츠키의 의지에는 반하는 것이었고, 실망한 트로츠키는 에스파냐 내전 전야인 1939년 에스파냐의 반스탈린주의 공산주의자들을 비난했다.
POUM은 성장을 거듭해 에스파냐 전국적으로 에스파냐 공산당(PCE)보다 더 커졌을 뿐 아니라 좌파의 텃밭인 카탈루냐와 발렌시아 지방에서도 PCE의 그 지역 지부인 카탈루냐 통일사회당(PSUC)보다 더 커졌다. POUM은 이오시프 스탈린과 코민테른의 지령에 따른 인민전선 전략에 크게 비판적이었지만 어쩔 수 없이 참여했다.
조지 오웰의 수기에 따르면 POUM 당원 수는 1936년 7월에 10,000여명, 1936년 12월에 70,000 여명, 1937년 6월에 40,000 여명이었다고 한다. 다만 오웰은 이 수치들이 POUM측에서 나왔고 그래서 과장되었을 가능성도 있음을 인정했다.
POUM의 독자노선, 특히 스탈린 반대는 코민테른에 절대적으로 충성한 PCE와의 사이에 큰 불화를 낳았다. 공산당원들은 POUM을 트로츠키주의, 심지어 파시즘의 혐의가 있다고 비난했고, 각자의 지지자들 사이에 실제로 패싸움이 일어나기도 했다. 1937년, 공산당이 장악한 제2공화국군은 POUM을 공격해와 유혈사태를 일으켰다(바르셀로나 5월 사건). 이때는 아나르코생디칼리슴 노총 CNT가 POUM의 편을 들어 주었다. 하지만 CNT의 강성 지도부(후안 가르시아 올리베르 등)가 연성 지도부로 교체되면서 POUM은 완전히 고립되게 되었다. 안드레우 닌은 마드리드에서 소련 NKVD 요원들에게 납치되어 고문치사당했고, 스탈린주의자들은 POUM을 프락치 집단으로 낙인찍었다.
POUM은 국제혁명적마르크스주의중앙, 소위 제3.5인터내셔널의 가맹정당이었다.
에스파냐가 민주화되면서 POUM도 1977년 합법화되었다. 합법화된 POUM은 1977년 총선을 인정할지, 총선도 합법화도 인정하지 않고 즉각적인 공화정복고를 요구할지를 두고 나뉘었다. 총선을 인정하는 쪽은 노동자통일전선(FUT)에 합류해 선거에 출마했으나 득표율은 전국적으로 0.22%에 그쳤다. 이는 POUM의 재기불능을 의미하는 것이었다. POUM은 그 뒤로 바르셀로나에 사무실을 갖고 월간 당보를 발행하는 군소정당으로 연명했다. 극좌군소정당들 간의 협력을 주장했으나 잘 되지 않자 1979년 총선에는 불출마했다. 1980년, POUM은 바스크에서는 헤리 바타수나, 카탈루냐에서는 국민해방좌파블록(BEAN)에 참여해 출마했으나 그것이 마지막이었다. POUM은 공식적으로 해산을 선언한 적은 없으나, 1980년 5월 당보가 폐간되었고 그것이 사실상의 해산이었다. 마지막으로 발렌시아 지구당이 1981년까지 남아 있었다. 이후 POUM 당원들은 자당의 유산과 이념적 경향을 보존하기 위한 안드레우 닌 재단을 만들었다.